# Shao Jieni
Shao Jieni (Chinees: 邵杰妮; Anshan, Liaoning, China, 24 januari 1994) is een Portugees professioneel tafeltennisser. Zij speelt linkshandig met de shakehandgreep.
Geboren in China emigreerde ze op haar zestiende naar Portugal en werd in 2015 Portugees staatsburger. Shao is haar achternaam.

## Belangrijkste resultaten
- Zilver met het team op de Europese kampioenschappen 2019.
- Brons met het team op de Europese kampioenschappen 2021.
- Brons met het team op de Europese kampioenschappen 2023.